# Tri srca
Tri srca (izvirno francosko Aux trois Coeurs) je prostozidarska loža, ki je bila ustanovljena 2. junija 1754 na Dunaju.